# 3I/ATLAS
3I/ATLAS 또는 C/2025 N1 (ATLAS)(이전 명칭: A11pl3Z)은, 칠레의 리오우르타도에 있는 소행성 지상충돌 최종 경보 시스템이 2025년 7월 1일 태양으로부터 4.5 천문단위 (670×106 km; 420×106 mi) 떨어진 지점에서 상대 속도 61 km/s로 이동 중인 천체를 관측해서 발견한 성간 혜성이다. 이 천체는 태양 주위를 궤도 이심률 6.11±0.09로 태양 중력에 구속되지 않은 쌍곡선 궤도를 따른다. 이는 오우무아무아와 2I/보리소프에 이어 태양계를 통과하는 것이 확인된 세 번째 성간 천체이다.
3I/ATLAS의 혜성의 핵 크기는 코마에 둘러싸여 있는 활동적인 혜성이기 때문에 불확실하다. 3I/ATLAS 핵의 지름 추정치는 0.8~24 km 범위이지만, 더 작은 지름일 가능성이 높다. 3I/ATLAS는 2025년 10월 29일에 근일점에 도달할 예정이며, 태양으로부터 1.35 ± 0.01 천문단위 (202.0×106 ± 1.5×106 km; 125.49×106 ± 0.93×106 mi) 거리에 있을 것이다. 태양으로부터 멀리 떨어져 있을 때, 혜성의 쌍곡선 초과 속도({\displaystyle v_{\infty }})는 태양에 대해 58 km/s가 될 것이다.

## 발견 및 역사

2025년 7월 1일 소행성 지상충돌 최종 경보 시스템 (ATLAS)이 촬영한 3I/ATLAS의 발견 사진

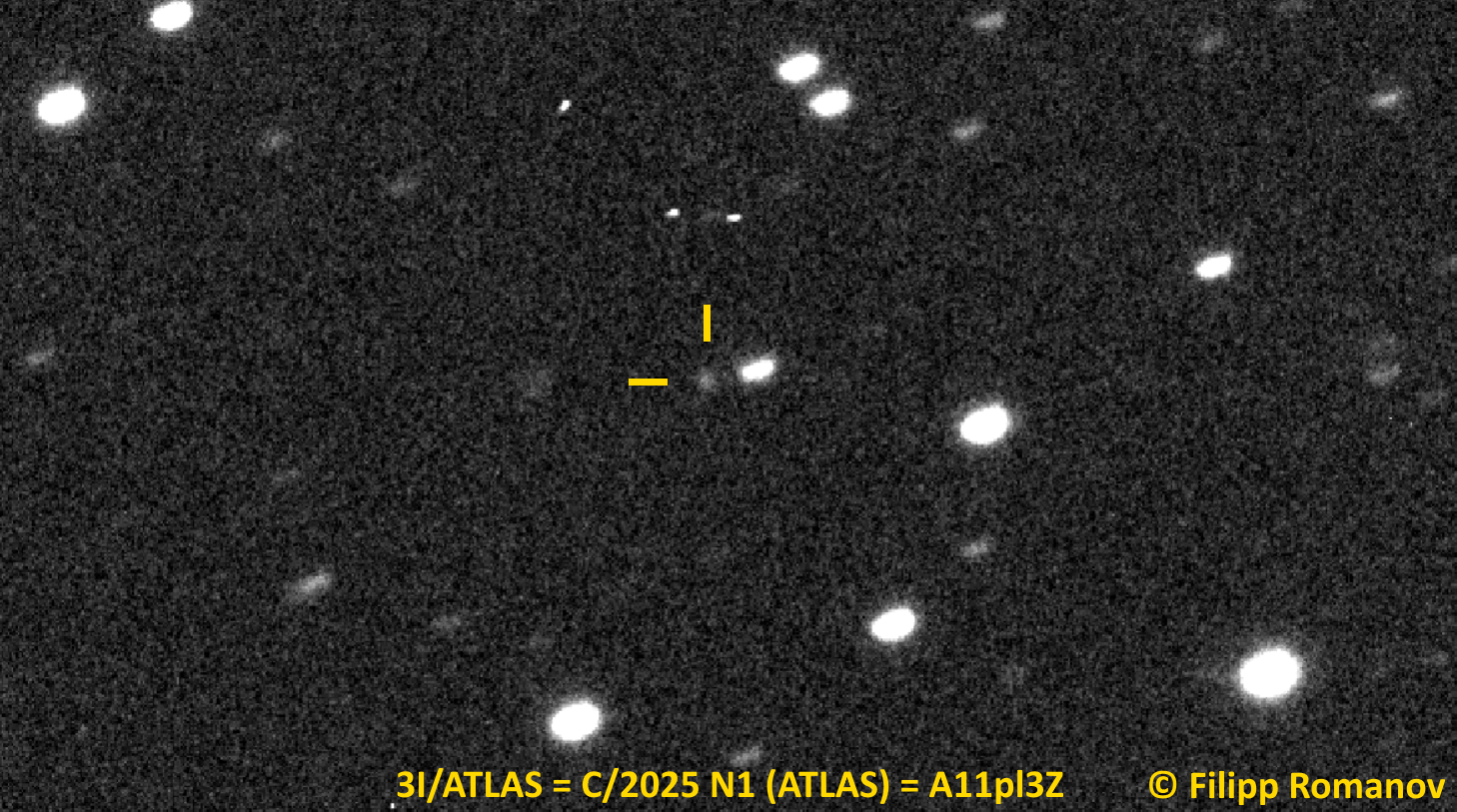
2025년 7월 2일 칠레 리오우르타도에서 원격 촬영된 이전 명칭 A11pl3Z인 혜성 3I/ATLAS

3I/ATLAS는 2025년 7월 1일에 NASA의 자금 지원을 받는 소행성 지상충돌 최종 경보 시스템 (ATLAS) 조사 망원경에 의해 칠레 리오우르타도에서 (천문대 코드 W68) 발견되었다. 겉보기등급 18등급으로 새로 발견된 이 천체는 태양에 대해 61 km/s의 속도로 안쪽 태양계로 진입하고 있었으며, 지구로부터 3.52 천문단위 (527×106 km; 327×106 mi) 떨어져 있고 태양으로부터는 4.53 AU 떨어져 있었다. 또한 별자리 뱀자리와 궁수자리의 경계선을 따라 은하면 근처에서 하늘을 가로지르고 있었다. 임시 명칭 'A11pl3Z'가 부여되었고 발견 관측은 국제천문연맹의 소행성체 센터 (MPC)에 제출되었다. 이 관측은 처음에는 이 천체가 지구 궤도에 가까워질 수 있는 매우 이심률이 높은 경로에 있을 수 있음을 시사하여 MPC는 이 천체를 근지구 천체 확인 페이지에 등재했다.
전문가와 아마추어 천문학자를 포함한 다른 관측소의 후속 관측은 이 천체의 궤도가 지구에 가까워지지 않고 대신 쌍곡선 궤도를 가진 성간 천체일 수 있음을 밝히기 시작했다. 3I/ATLAS의 사전발견 관측은 그 성간 궤도를 확인해 주었다. 여기에는 예취가 2025년 6월 14일부터 21일까지 발견한 츠비키 일시 시설 관측, 그리고 아마추어 천문학자 샘 딘이 2025년 6월 25일부터 29일까지 발견한 ATLAS 관측이 포함된다. 딘은 2025년 6월 5일부터 25일까지의 추가 ATLAS 사전 발견 관측을 언급했으며, 3I/ATLAS가 더 일찍 발견되지 않은 것은 혜성이 은하중심의 밀집된 별 앞을 지나고 있었기 때문에 식별하기 어려웠을 것이라고 추측했다.

## 형태
3I/ATLAS에 대한 초기 관측은 그것이 소행성인지 혜성인지 불분명했다. 앨런 헤일을 포함한 여러 천문학자는 3I/ATLAS에서 혜성의 특징을 발견하지 못했다고 보고했지만, 2025년 7월 2일 칠레의 딥 랜덤 서베이 (X09), 애리조나 주의 로웰 발견 망원경 (G37), 마우나케아산의 캐나다 프랑스 하와이 망원경 (T14) 관측에서는 희미한 코마와 3 초의 각거리를 가진 짧은 꼬리가 나타나 이 천체가 혜성임을 시사했다. 2025년 7월 2일, MPC는 3I/ATLAS의 발견을 발표하고 세 번째로 확인된 성간 천체임을 나타내는 성간 천체 명칭 "3I"를 부여했다. MPC는 또한 3I/ATLAS에 비주기 혜성 명칭 C/2025 N1 (ATLAS)를 부여했다. 3I/ATLAS가 발표될 무렵, MPC는 31개 관측소에서 혜성에 대한 122개의 관측 데이터를 수집했다.

## 추가 관측
2025년 7월 2일 북유럽 광학 망원경을 이용한 데이비드 제위트와 제인 루의 관측은 3I/ATLAS가 확산된 꼬리를 가지고 "명확하게 활동적"임을 밝혀냈다. IAC (카나리아 천체 물리학 연구소)의 미겔 R. 알라르콘과 연구팀은 테이데 천문대의 2미터 트윈 망원경을 사용하여 같은 날 혜성 활동을 발견했으며, 꼬리는 최소 25,000 km (16,000 mi) 길이였다. 폴크스 망원경 노스의 3I/ATLAS 밝기 측정은 다른 광 필터를 통해 혜성의 코마가 이전 성간 혜성 2I/보리소프와 유사하게 먼지를 나타내는 붉은색을 띠고 있음을 보여주었다. 다양한 망원경의 즉각적인 관측은 자전 주기를 결정할 수 없었고 대신 3I/ATLAS의 밝기가 거의 변화가 없음을 (0.2 등급 미만) 발견했는데, 이는 혜성의 먼지 코마가 회전하는 혜성의 핵을 가리고 있기 때문일 수 있다.

## 궤적

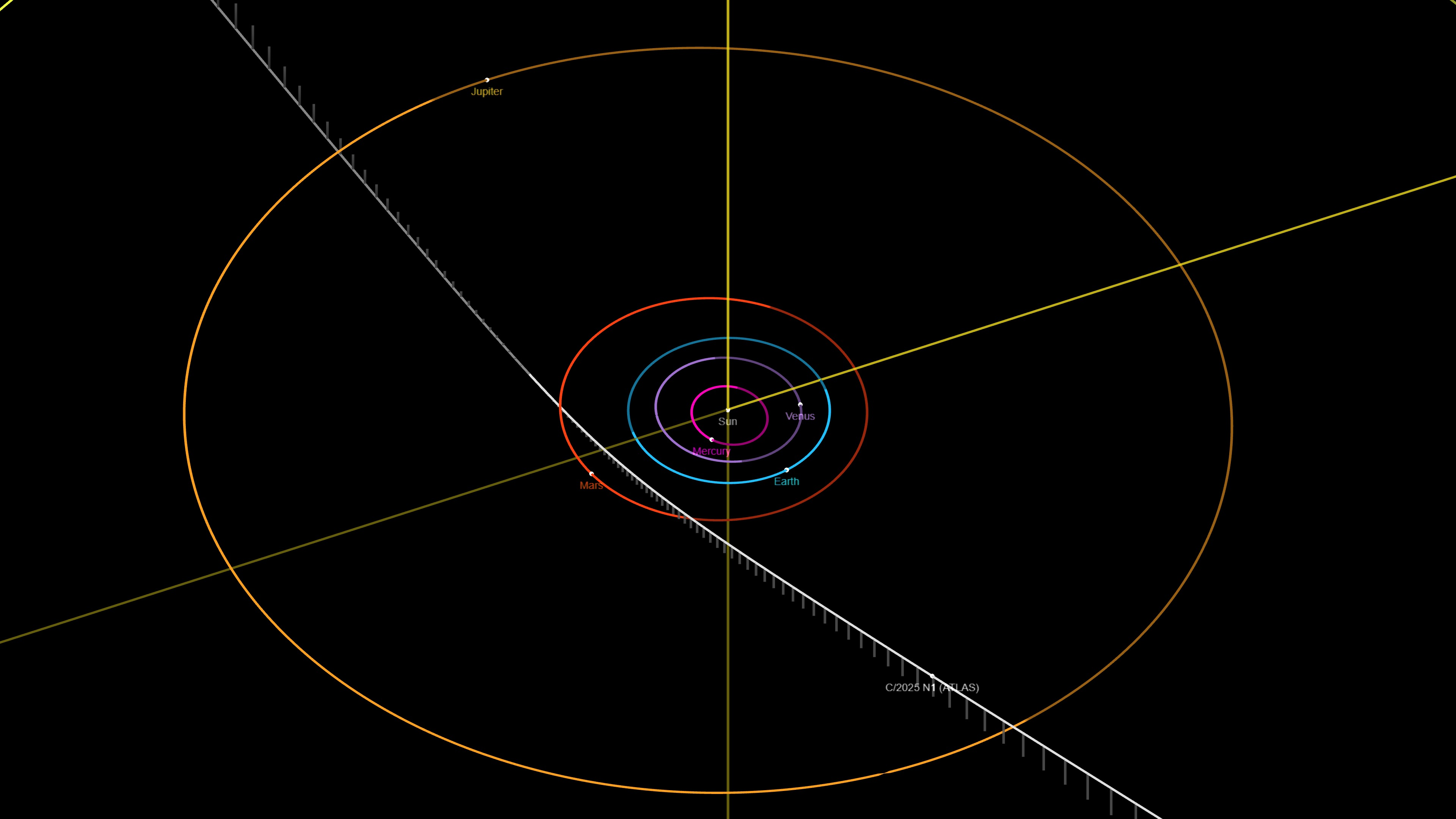
쌍곡선 궤도를 따라 태양계를 통과하는 3I/ATLAS(흰색)의 궤적, 행성의 궤도도 함께 표시되어 있다. 2025년 7월 3일 기준 천체들의 위치.

3I/ATLAS는 태양 주위를 매우 높은 궤도 이심률인 6.11±0.09를 가진 속박되지 않은 쌍곡선 궤도로 따른다. 이는 관측된 모든 성간 천체 중 가장 높은 이심률로, 오우무아무아 (e=1.2)와 2I/보리소프 (e=3.4)보다 크다. 3I/ATLAS는 2025년 10월 29일 태양으로부터 1.35 ± 0.01 천문단위 (202.0×106 ± 1.5×106 km; 125.49×106 ± 0.93×106 mi) 거리에 있는 근일점에서 태양에 가장 가까워질 것이다. 근일점에서 혜성은 태양에 대해 최대 68 km/s의 속도로 움직인다. 태양으로부터 멀리 떨어져 있을 때, 혜성의 쌍곡선 초과 속도 ({\displaystyle v_{\infty }})는 58 km/s였다. 혜성의 궤적은 황도에 대해 175° (역행 및 5° 기울어짐) 기울어져 있으며 은하의 얇은 원반에서 기원한 것으로 보인다.
3I/ATLAS는 근일점에 접근하면서 2025년 10월 3일 화성을 0.19 ± 0.02 천문단위 (28.4×106 ± 3.0×106 km; 17.7×106 ± 1.9×106 mi) 거리로 지나갈 것이다. 근일점을 지난 후, 2025년 12월 19일 지구를 1.79 ± 0.07 천문단위 (268×106 ± 10×106 km; 166.4×106 ± 6.5×106 mi) 거리로 지나가고, 2026년 3월 16일경 목성을 약 0.37 ± 0.10 천문단위 (55×106 ± 15×106 km; 34.4×106 ± 9.3×106 mi) 거리로 지나갈 것이다. 혜성이 화성에 근접할 때, 행성에서 겉보기 등급 11등급에 도달할 수 있어 화성 궤도선이 관측할 수 있을 것이다. 반면 지구에서는 혜성이 근일점에서 관측되지 않을 것인데, 그 시점에는 지구와 혜성이 태양 반대편에 위치하기 때문이다. 이 혜성은 2025년 12월 초에 지구에서 다시 관측 가능해질 것이다.
| 해법   | 시간 (UT)              | 태양 거리 | 관측 기간 |
| ------ | ---------------------- | --------- | --------- |
| JPL #2 | 04:11 2025년 10월 29일 | 1.377 AU  | 19일      |
| JPL #3 | 15:06 2025년 10월 29일 | 1.349 AU  | 20일      |
| JPL #4 | 13:35 2025년 10월 29일 | 1.353 AU  | 20일      |

## 크기와 밝기
관측에 따르면 3I/ATLAS의 소행성 절대등급(H)은 약 12이며, 이는 3I/ATLAS의 혜성의 핵이 어두운 소행성이라고 가정할 때 최대 약 24 km의 지름을 가질 수 있음을 시사한다. 그러나 3I/ATLAS는 코마 또는 반사성 먼지층으로 둘러싸인 활성 혜성이기 때문에, 핵의 실제 크기는 핵과 코마의 통합 절대등급(M1)에서 올바르게 계산될 때 훨씬 작을 것으로 예상된다. 3I/ATLAS는 2025년 6월 25일에 충을 통과하여 주변 먼지가 충 효과로 밝아졌기 때문에 특히 밝게 보인다. 그럼에도 불구하고 3I/ATLAS는 다른 성간 혜성 2I/보리소프에 비해 활동이 약한 편이며, 따라서 핵의 지름이 2I/보리소프보다 한 자릿수 (10배) 클 것으로 추정된다. 참고로 2I/보리소프 핵의 최대 추정 지름은 0.4~0.5 km 사이이므로, 만약 자릿수 논리가 유효하다면 3I/ATLAS 핵의 최대 지름은 최대 4~5 km까지 될 수 있다. 반면에 에이브러햄 로브는 은하계의 암석 물질의 질량 예산을 바탕으로 3I/ATLAS의 고체 핵이 0.8 km (0.5 mi)보다 작아야 한다고 주장했다.

## 내용 주
1. 1 2 3 4 5  JPL SBDB는 이심률에 대한 1-시그마 불확도(가능성의 68%를 포함)를 나열한다. 3-시그마 불확도는 3배 더 크며 가능성의 99%를 포함한다.
2. 1 2  쌍곡선 초과 속도 공식: {\displaystyle {\sqrt {-GM/a}}}, 여기서 {\displaystyle G}는 중력 상수, {\displaystyle M}은 태양의 질량, {\displaystyle a}는 혜성의 긴반지름이다. 계산:
3. ↑  소행성체 센터의 발견 발표에서 발견 관측 시간(별표 "*"로 표시)은 2025 07 01.218880이며,[2] 이는 2025년 7월 1일 05:15:11 UT로 변환된다.[11]
4. ↑  비교하자면, 태양에서 1.5 AU 떨어진 화성은 공전 속도가 겨우 24 km/s에 불과하다. 수성 궤도(태양의 중력이 훨씬 강한 곳)에서의 탈출 속도는 약 68 km/s이다.
5. ↑  2026년 3월 16일 목성과의 근접 접근 시, 천체 위치의 3-시그마 불확도는 15,600,000 킬로미터 (0.104 AU)이다.